# Bollmannsruh
Bollmannsruh ist ein Gemeindeteil von Päwesin, einer Gemeinde im Norden des Landkreises Potsdam-Mittelmark (Brandenburg). Päwesin gehört zur Verwaltungsgemeinschaft Amt Beetzsee.

## Geografie
Bollmannsruh liegt am Nordwestufer des nördlichsten Seenbeckens des eiszeitlichen Rinnensees Beetzsee. Der Ort liegt etwa anderthalb Kilometer westlich des Ortsteils Bagow und zweieinhalb Kilometer westlich Dorfes Päwesin. Zwölf Kilometer südwestlich befindet sich die Stadt Brandenburg an der Havel, das Oberzentrum der Region. Die Stadtgrenze Berlins ist etwa dreißig Kilometer östlich.

## Geschichte
Im 19. Jahrhundert existierten um den Beetzsee eine Vielzahl von Ziegeleien, in denen Tonziegel vor allem für Berlin gebrannt wurden. Um das Jahr 1875 entstand eine solche Ziegelei auch am Ort der später in Bollmannsruh benannt wurde. Einer Geschichte nach trafen sich 1927 in der alten Kantine der Ziegelei mehrere Jäger. Diese benannten den Flecken in Bollmannsruh nach Fritze Bollmann, einem 1901 verstorbenen Barbier aus Brandenburg an der Havel, der unfreiwillig zum Brandenburger Original erklärt wurde und einem Spottlied nach im Beetzsee ertrunken sein soll. Dieses wird als Gründungsdatum angesehen. Nach dem Ende der Ziegelproduktion entstanden in den späten 1920er Jahren auf dem Gelände eine beliebte Ausflugsgaststätte, die mit Ausflugsdampfern von Brandenburg erreichbar war und das Obstgut Bollmannsruh.
Nach dem Zweiten Weltkrieg wurde in Bollmannsruh ein Ferienlager errichtet.

## Wirtschaft und Tourismus
Bollmannsruh ist ein touristisch geprägter Ort. So befinden sich im Ort ein Hotel, das ehemalige Ferienlager, welches zu einer Kinder- und Jugendbildungsstätte mit Café, Veranstaltungs-  und Beherbergungsmöglichkeiten umgestaltet wurde, eine Segelschule, ein Badestrand und weitere Freizeitangebote. Bollmannsruh hat einen Anleger für die Fahrgastschifffahrt, der aber nur unregelmäßig bei Bedarf angefahren wird.